# Dampierre-en-Bresse
Dampierre-en-Bresse – miejscowość i gmina we Francji, w regionie Burgundia-Franche-Comté, w departamencie Saona i Loara.
Według danych na rok 1990 gminę zamieszkiwało 157 osób, a gęstość zaludnienia wynosiła 14 osób/km² (wśród 2044 gmin Burgundii Dampierre-en-Bresse plasuje się na 754. miejscu pod względem liczby ludności, natomiast pod względem powierzchni na miejscu 845.).